# Giordano Bruno
Giordano Bruno, původně Filippo Bruno, též Nolan nebo Nolanus (leden 1548, Nola u Neapole – 17. února 1600, Řím) byl italský dominikánský mnich, filozof (představitel renesančního hermetismu), spisovatel (básník a komediograf), teoretický kosmolog, zabýval se rovněž mnemotechnikou. Ovlivněn byl Mikulášem Kusánským a Bernardem Telesiem. V astronomii se proslavil tezemi o tom, že Země ani Slunce nejsou středem vesmíru a že vesmír je nekonečný.
Od roku 1593 byly některé jeho názory šetřeny jako hereze římskou inkvizicí – byl obviněn z popírání několika katolických doktrín, zejména věčného zatracení, boží trojjedinosti, božské podstaty Kristovy, panenství Panny Marie a transsubstanciace. Také jeho panteismus vzbuzoval vážné obavy. Inkvizice ho shledala vinným a byl upálen v římském Campo dei Fiori v roce 1600. Po své smrti a zejména v 19. a na počátku 20. století se stal jedním ze symbolů násilného útlaku svobodného vědeckého bádání katolickou církví a posléze jedním z idolů volnomyšlenkářů, i když není zřejmé, nakolik se jeho rozsudek za teologické hereze a filosofické náhledy vztahoval i na jeho kosmologické spekulace. Historička Frances Yatesová tvrdí, že byl potrestán spíše za obhajobu hermetické tradice. Byl hluboce ovlivněn arabskou astrologií (zvláště Averroesovou filosofií), novoplatonismem, renesanční hermeneutikou a legendami opřádajícími egyptského boha Thovta. Teologická heterodoxnost vedla Bruna ke snižování úlohy náboženství, které se podle něho hodí jen k uspokojení nevzdělanců.

## Život

### Mládí
Narodil se roku 1548 ve vesnici Nola nedaleko Neapole v Itálii, původním jménem se jmenoval Filippo Bruno, za svoji přezdívku si později zvolil jméno Nolanus nebo Nolan, podle místa svého narození) (i svoji filozofii nazýval nolanistickou). Po studiích v Neapoli vstoupil jako patnáctiletý do dominikánského kláštera a později roku 1565 se stal členem dominikánského řádu, kde přijal své nové jméno Giordano. O sedm let později byl vysvěcen na kněze.

### Vyhnanství
V pozdější době byl obviněn z kacířství, roku 1576 uprchl z Neapole do Říma a posléze přes Chambéry do Ženevy; tím začal jeho neustálý život štvance. Protože nebyl schopen své názory přizpůsobit své době, z většiny míst svého působení byl vyhnán. Z Ženevy se vydal do Toulouse, ale odsud musel kvůli hugenotským válkám odejít do Paříže. Z Paříže se na doporučení francouzského krále vydal do Oxfordu, tam však byl odmítnut kvůli svým útokům proti aristotelovské filozofii.
Svá nejšťastnější léta pak prožil v letech 1583 až 1585 v Londýně, převážně u francouzského velvyslance Michela de Castelnau kde mj. roku 1584 vydal významné spisy La Cena de le Ceneri (Večeře na popeleční středu) a De l'infinito, universo e mondi (O nekonečnu, vesmíru a světech), ve kterých korigoval Koperníkův heliocentrismus a vyložil svoji kosmologickou teorii o nekonečnosti vesmíru.
V roce 1585 se společně s vyslancem de Castelnauem vrátil do Paříže, kterou musel rovněž opustit kvůli útokům na aristotelovskou filozofii. Poté pobýval v Německu v univerzitních městech Marburgu a Wittenbergu. Následně strávil v roce 1588 půl roku v Praze u císaře Rudolfa II. Z Prahy odjel do Helmstedtu, pak do Frankfurtu nad Mohanem, krátce pobýval v Curychu. Na krátkou dobu dostal katedru matematiky v Padově, nicméně brzo poté byla obsazena Galileem.

### Uvěznění, soud a poprava

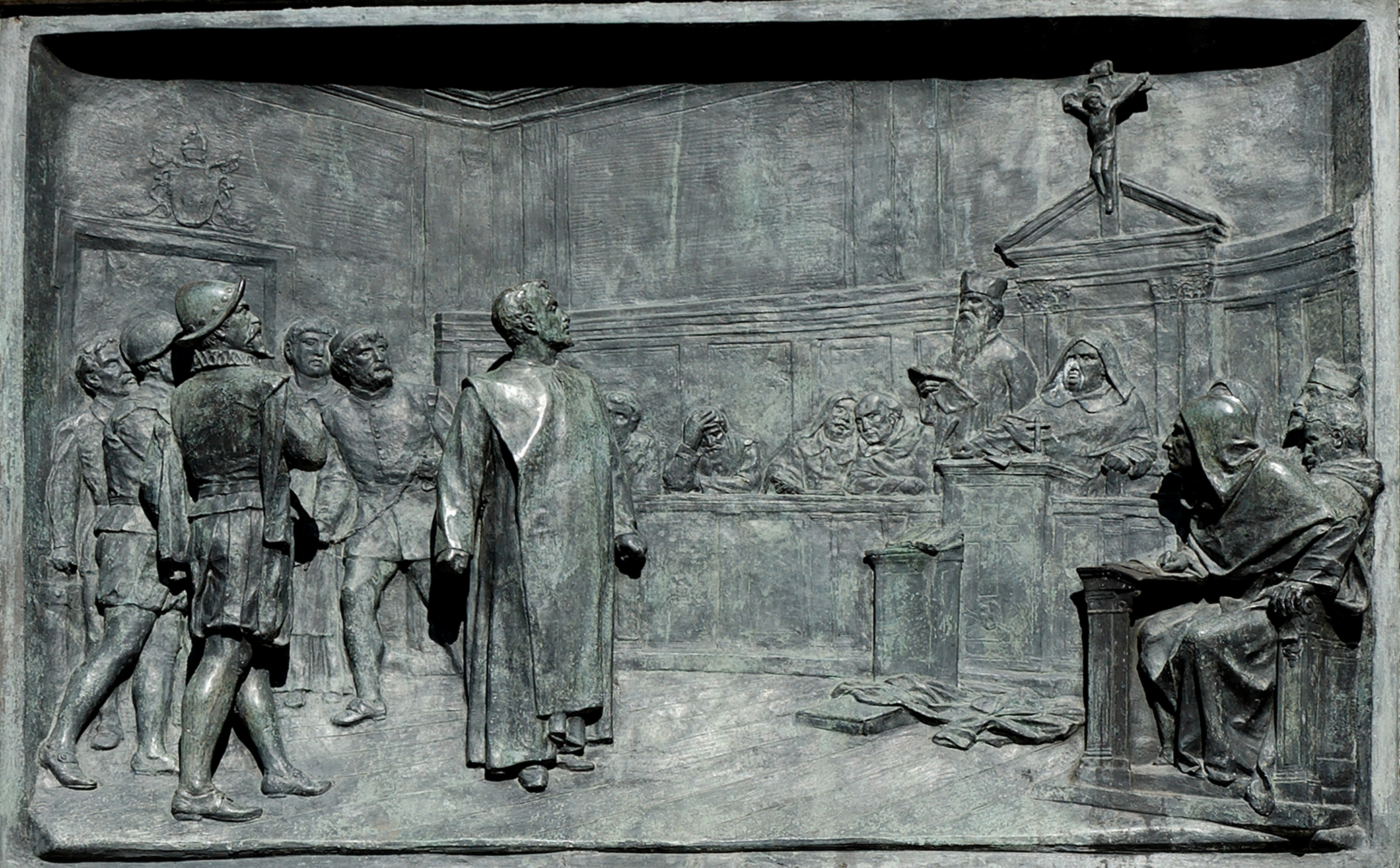
Proces s Giordanem Brunem, reliéf z Brunova pomníku na římském náměstí Campo de' Fiori

V roce 1591, během svého pobytu ve Frankfurtu, obdržel pozvání Giovanniho Moceniga k návratu do Itálie. Když ztratil možnost získat natrvalo katedru v Padově, pozvání přijal a vrátil se do Benátek. Hned v roce 1592 však byl svým žákem udán, zatčen, uvězněn inkvizicí a roku 1593 vydán do Říma. O důvodech, proč vlastně Mocenigo Bruna udal, existuje řada spekulací, např. že byl od počátku agentem inkvizice, že Bruna podezříval, že mu nechce prozradit vše, co ví z černé magie atd. Rovněž jeho vydání Benátkami do Říma nebyla zcela samozřejmá věc, neboť Benátky si zakládaly na své nezávislosti; v jeho případě však Řím mohl svou žádost opřít o dohodu o vydávání uprchlých mnichů, navíc se tehdejší vedení republiky snažilo o vstřícnost vůči Římu. Bruno se tak vlastně stal obětí „vysoké“ politiky
Proces, v němž byl Bruno souzen za své protikatolické a rouhačské myšlenky, se pro něj zpočátku vyvíjel poměrně příznivě, protože svědkem obžaloby byl pouze Mocenigo, a sám Bruno prohlásil, že je ochoten odvolat některé kacířské názory. Koncem roku 1593 ale do případu zasáhl františkánský mnich bratr Celestýn z Verony, jenž byl pro podezření z kacířství vězněn v Benátkách spolu s Brunem, a poté uvězněn v klášteře San Severino nedaleko Ancony. Chtěje zlepšit své postavení, sepsal Celestýn proti Brunovi udání, obsahující kacířské a rouhavé výroky, které měl pronést během svého věznění v Benátkách. Kromě toho také zpochybnil upřímnost pokání, které Bruno dosud projevoval. Bratr Celestýn byl následně převezen do Říma, vyslýchán a souzen inkvizicí. Jeho udání Brunovi velmi přitížilo a zřejmě vedlo i jeho mučení. Kardinál Robert Bellarmino definoval osm tvrzení, jež měl Bruno odvolat. Za prvé Bruno tvrdí, že objasnil příčiny pohybu Země a nehybnosti oblohy jistými důvody, které prý neodporují božskému Písmu. Marně mu byly předloženy verše Eklesiasty (1, 4–5): „Terra autem in aeternum stat; Sol oritur, et occidit" [ale Země na věky stojí; vychází Slunce, i zapadá], Bruno odpověděl, že se Písmo svaté vyjadřuje jazykem, který je přístupný věřícím, a neobrací se k vědcům jako takovým. (Tentýž citát z bible předložil později kardinál Bellarmino rovněž Galileimu.) Dalším závadným tvrzením byla skutečnost, že Bruno kladl proti ideji stvoření svou doktrínu nekonečného a věčného vesmíru, složeného z nesčetných světů...
Profesor Tretera k tomu uvádí:
Existuje-li více slunečních soustav, více Zemí, více planet sourodých s naší planetou a obydlených rozumnými bytostmi, jak je to potom s prvotním hříchem, s Kristovým vykupitelstvím? Takto jsme na stopě tomu, proč katolická církev reagovala na Brunovo zdánlivě vědecky odtažité vystoupení s takovým rozčilením a nakonec i s takovou surovou rozhodností. Viděla zde totiž v samém základě podkopána dogmata, z nichž odvozovala svou duchovní moc nad světem.
Ivo Tretera
Poté, co Bruno tvrdošíjně odmítal odvolat, byl odsouzen k trestu smrti upálením. je pozoruhodné, že k témuž trestu byl římskou inkvizicí již předtím, 19. srpna 1599, odsouzen i bratr Celestýn a v noci na 2. září nad ním byl rozsudek vykonán. Přesný důvod jeho odsouzení není znám, možná během vyšetřování vyšly najevo Celestýnovy kacířské názory, spíše se však inkvizice potřebovala zbavit nepohodlného svědka, tomu by nasvědčovala skutečnost, že byl upálen tajně, v nočních hodinách. Brunův rozsudek smrti je datován 8. únorem 1600 a byl podepsán devíti kardinály. Součástí rozsudku bylo i zařazení veškerých spisů Giordana Bruna (opera omnia) na Index zakázaných knih. Po vynesení rozsudku řekl odsouzenec svým soudcům: Vy, kteří mě odsuzujete k smrti, máte větší strach než já, jenž smrt podstupuji.
Trest byl vykonán 17. února roku 1600 na náměstí Campo de' Fiori (Náměstí květin) v Římě. Bylo to v době milostivého léta a přihlížející poutníci se těšili odpustkům. Bruno byl na popraviště přiveden s roubíkem v ústech, aby nemohl vést pobuřující řeči, byl svlečen, nahý pověšen za nohy hlavou dolů nad hranici a upálen zaživa. Ještě na hranici se odvracel od kříže, který mu byl podáván. Popel byl vhozen do Tibery. Cenné svědectví o popravě přinesl Kaspar Schoppe.

### Fyzický vzhled

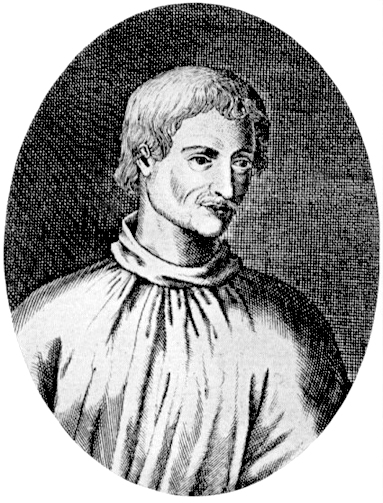
Nejstarší rytina Giordana Bruna z roku 1715.

První podobizna Bruna je rytina vydaná v roce 1715 a citovaná Salvestrinim jako „jediný známý portrét Bruna“. Salvestrini se domníval, že jde o přetisk ze ztraceného originálu. Tato rytina se stala zdrojem pro pozdější Brunovy podobizny.
Záznamy z doby jeho uvěznění Benátskou inkvizicí v květnu 1592 ho popisují jako muže „průměrné výšky s ořechově zbarvenými vousy a vzezřením kolem 40 let“. Naproti tomu pasáž v díle George Abbota naznačuje, že Bruno byl drobné postavy: „Když italský tulák (v angl. originále didapper), který se sám tituloval Philotheus Iordanus Brunus Nolanus, magis elaborata Theologia Doctor, se jménem delším než jeho tělo...“
Slovo "didapper" pejorativně použité Abbotem je jeden z výrazů pro potápku a může podle všeho znamenat něco jako „tulák“.
Retrospektivní „vědecká“ ikonografie Bruna ukazuje v mnišské dominikánské kutně ale bez tonzury. Edward Gosselin se domníval, že je možné, že si Bruno tonzuru ponechal až do roku 1579 a je možné, že ji čas od času nosil i později.

## Myšlení a filozofický přínos
Bruno dovedl Koperníkovu revoluci v pohledu na vesmír ještě dál: podle jeho názorů (i když byly jen spekulací bez konkrétních vědeckých důkazů a pozorování) nebylo ani Slunce středem vesmíru, ale pouze jednou z mnoha hvězd; vesmír je podle Bruna nekonečný, existuje nekonečně mnoho sluncí s planetami, které mohou být i obydlené. Tvrdil, že Bůh je dobrý, protože dělá dobré věci, a jelikož je nekonečně světů, které Bůh vytvořil, je tak automaticky nekonečně dobrý. Katolické církvi se nelíbilo, že to prakticky znamenalo i nekonečnou malost a zanedbatelnost člověka. Bruno tak předběhl svoji dobu v tomto pohledu o několik století.[zdroj?]
Ve své představě stavby vesmíru sice převzal Aristotelovu představu o éteru, který vyplňuje volný prostor mezi tělesy, ale odmítl Aristotelovo dělení vesmíru na translunární (část nad Měsícem) a sublunární (ve které se nacházela Země) část, tím zrušil i rozdělení na „božskou“ a „lidskou“ část vesmíru.
Jeho teologická koncepce byla panteistická (což se v té době považovalo za de facto ateismus a dnes se občas považuje za skrytou formu ateismu)[kým?] a vitalistická, protože jeho planety i cizí světy jsou prodchnuté božským životem a plují tak vesmírem jako velké živé bytosti, jež se podílejí na uspořádání světa, nekonečné matérii a nekonečné činné božské moci, ke které už nemáme hledat jiný základ a jiná nebesa. Když v satyře předhazuje pedantskému protestantskému doktorovi: „Než se zrodila filozofie vyhovující vašemu mozku, byly chaldejské, egyptské, magické, orfické, pythagorejské a jiné nauky starověku, jež zase vyhovují naší hlavě,“ v tomto rodokmenu prisca magia nevypočítává jen jisté předchozí formy heliocentrismu v astronomickém smyslu nebo jako matematické hypotézy, ale uvádí nový hermetický vhled do božské podstaty vesmíru, rozšířenou formu gnóze. Tím se také liší od Koperníka, kterého kritizuje, že k problému přistupuje jako matematik, a tak jeho objevy zůstávají mělké.
Bruno předjal myšlenky Gottfrieda Leibnize a Barucha Spinozy. Teorií tzv. monád rovněž obnovil atomovou teorii (ta se však netýkala jen hmoty v dnešním slova smyslu); rovněž tento pojem od něj převzal a rozvinul Leibniz. V jednom z Brunových dialogů je obsažena myšlenka, jež později proslavila Francise Bacona: scientia potestas est [vědění je moc]. Brunovy názory ovlivnily též německého filozofa Schellinga.
Několik Brunových traktátů je věnováno magii.
Zabýval se rovněž uměním paměti (mnemotechnikou), což byla tehdy velmi rozšířená metoda pamatování si, během inkvizičního procesu byl údajně schopen citovat celé stránky ze svých spisů nazpaměť.

## Dílo

### Do roku 1585

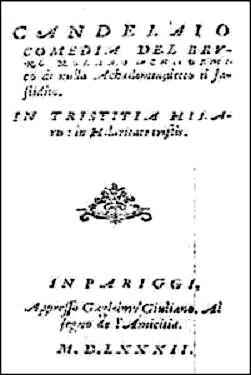
Vydání Brunovy komedie Svíčkař (Candelaio) napsané roku 1582

- Ars memoriae (Umění paměti) (1582)
- De umbris idearum (O stínu idejí) (1582)
- Cantus Circaeus (Kruhové zaříkávání) (1582)
- De compendiosa architectura (1582)
- Candelaio (Svíčkař - divadelní komedie, 1582)
- Ars reminiscendi (1583)
- Explicatio triginta sigillorum (1583)
- Sigillus sigillorum (Pečeť pečetí) (1583)
- La Cena de le Ceneri (Večeře na Popeleční středu) (1584)
- De la Causa, Principio et Uno (O příčině, principu a jednom) (1584)
- De l'Infinito Universo et Mondi (O nekonečnu, univerzu a světech) (1584)
- Spaccio de la Bestia Trionfante (Vyhnání vítězné bestie) (1584)
- Cabala del cavallo Pegaseocon l'aggiunta dell'Asino Cillenico (Pegasova Kabala s dodatkem Kyllénského osla) (1585)
- De gl' heroici furori ("O hrdinském nadšení", někdy taky "O heroickém nadšení") (1585)
- Figuratio Aristotelici Physici auditus (1585)

### Po roce 1585

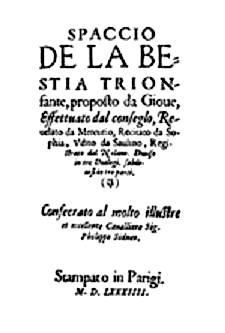
Vydání Vyhnání vítězné bestie, napsáno roku 1584

- Dialogi duo de Fabricii Mordentis Salernitani (1586)
- Idiota triumphans (1586)
- De somni interpretatione (1586)
- Animadversiones circa lampadem lullianam (1586)
- Lampas triginta statuarum (1586)
- Centum et viginti articuli de natura et mundo adversus peripateticos (1586)
- Delampade combinatoria Lulliana (1587)
- De progressu et lampade venatoria logicorum (1587)
- Oratio valedictoria (1588)
- De specierum scrutinio et lampade combinatorio Raymundi Lullii (O zkoumání zvláštností a o světle kombinatoriky Raymonda Lulla) (1588), Praha
- Articuli centum et sexaginta adversus huius tempestatis mathematicos atque philosophos (Sto šedesát článků proti současným matematikům a filozofům) (1588), Praha, věnováno Rudolfovi II.
- Camoeracensis Acrotismus (1588)
- De specierum scrutinio (1588)
- Oratio consolatoria (1589)
- De vinculis in genere (1591)
- De triplici minimo et mensura (O trojím minimu a míře) (1591)
- De monade numero et figura (O monadě, čísle a tvaru) (1591)
- De innumerabilibus, immenso et infigurabili (O nezměrném a nespočetném) (1591)
- De imaginum, signorum et idearum compositione (1591)
- Summa terminorum metaphisicorum (1595)
- Artificium perorandi (1612)

### České překlady
- Dialogy, z italštiny přeložil J. B. Kozák; předmluva a stať Jiřiny Popelové-Otáhalové: Život a dílo Giordana Bruna, obsahuje přeložená díla: Večeře na Popeleční středu, O příčině, principu a jednom, O nekonečnu, universu a světech; nakl. Státní nakladatelství politické literatury, Praha, 1956; revidovaný překlad v nakl. Academia, Praha, 2008, ISBN 978-80-200-1668-3
- Božskému Rudolfovi II. = To divine Rudolphus II., z latiny přeložil Jan Kalivoda; anglický překlad Petr Potůček; stať Štvanec a císař napsal a přeložil] Ivan Štoll, Praha, Malá Skála, 2001
- Čítanka z dějin filozofie, Jan Halada, Artur Geuss; nakl. Mladá fronta, Praha, 1978 (ukázky z Brunových děl)
- Mučedník římské inkvisice / Giordano Bruno; Životopis a výtah z díla „O nekonečném vesmíru a světlech“, Dr. Josef Staněk (cnb000346071)
- Magie, pouta a dialog renesančního filozofa; nakl. Argo, Praha 2007 (traktáty O magii, O poutech a Kabala pegasovského koně s přídavkem o kyllénském oslu), ISBN 978-80-7203-760-5

## Ohlas v kultuře

### Beletrie, drama, poezie

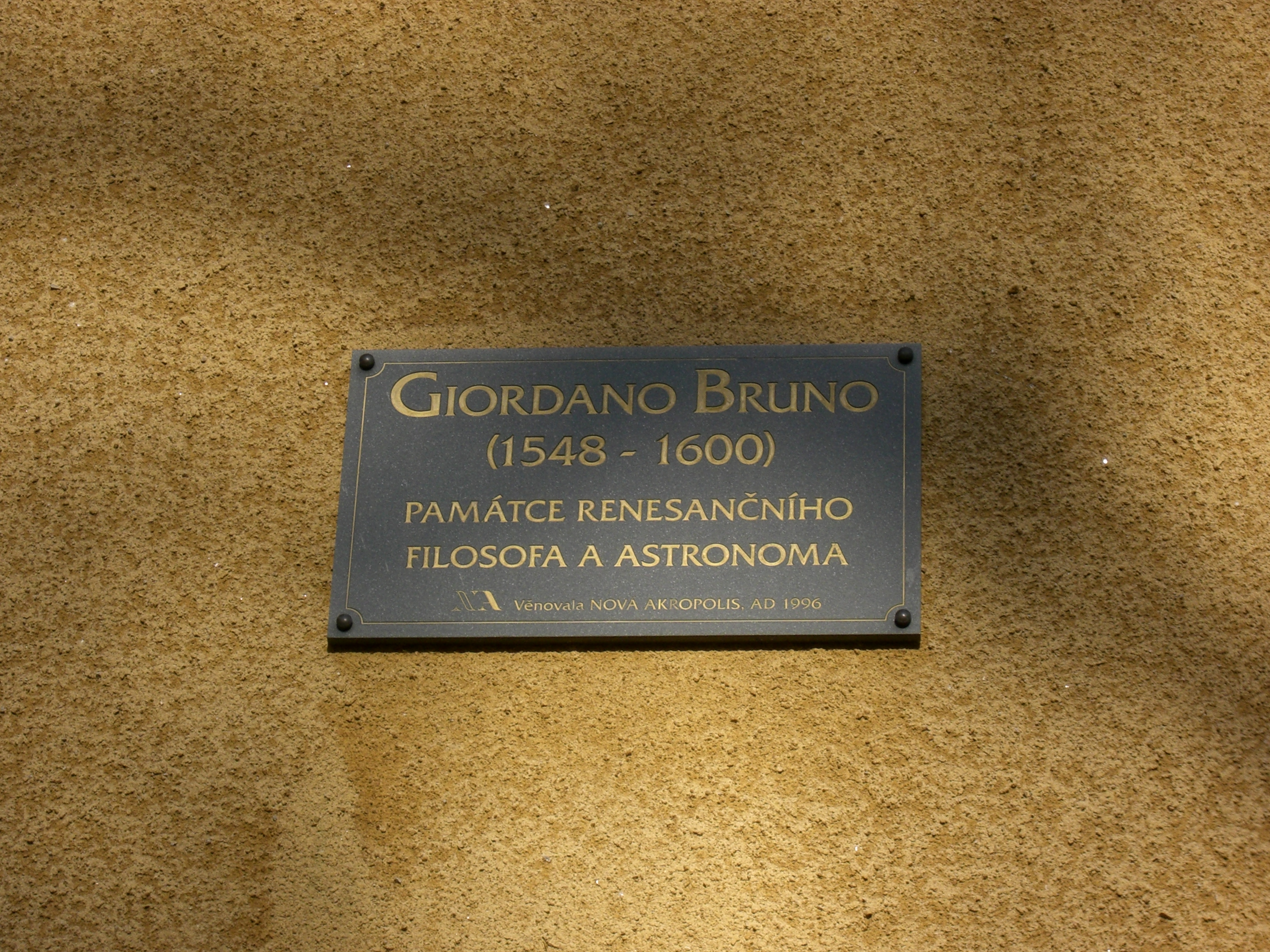
Pamětní deska na pražském planetáriu

- Leopold Schefer: Göttliche Komödie in Rom (Božská komedie v Římě), 1841, novela o procesu a popravě Girodana Bruna
- Bertolt Brecht: povídka Kacířův plášť v Kalendářových historkách
- Giordano Bruno (beletrie), napsal Karel Mácha, nakl. Petrov, 1993
- Zakázané ovoce vědění, hra Benjamina Kurase
- Eugen Drewermann: Giordano Bruno oder Der Spiegel des Unendlichen (románová biografie), München 1992 (dtv TB: ISBN 3-423-30747-1)
- Czesław Miłosz: báseň „Campo di Fiori“ srovnává lhostejnost tehdejších obyvatel Říma k Brunově upálení a lhostejností Poláků k potlačení povstání ve Varšavském ghettu
- v díle Jamese Joyce „Portrét umělce v jinošských letech“ je Bruno zmíněn na konci; Bruno je zmíněn rovněž v dalším Joyceově díle Finnegans Wake (někdy překládáno jako „Plačky nad Finneganem“)
- v díle Williama Heinesena "Dobrá naděje" zmiňuje v osmé kapitole (psáno jako deník a označeno datem 17. Novembris A. D. 1669 et c., v českém vydání z roku 1989 na straně 251) Heinesen Giordana Bruna takto: ... Neboť nejen že jsi veliký pošetilec a sám před sebou blázen, ale v srdci chováš démona v podobě chtivého smyslníka, a jako onen veliký heterodoxus Giordano Bruno můžeš volat k nebesům: "Ani sněhové Kavkazu nezchladí pramen mého chtíče!"

### Populární kultura
- Giordano, muzikál (1988) ruského básníka Vladimira Kostrova a skladatelky Lory Kvint, byl 29× uveden v Moskvě a Leningradě
- Giordano Bruno, italsko-francouzský film (1973), režie Giuliano Montaldo, scénář Lucio de Caro
- Bruno se vyskytuje v muzikálu Galileo Janka Ledeckého, postavu zde zahráli Bohouš Josef a Petr Kolář
- Písnička skupiny Olympic (z Brejle a Stejskání)[32]
- Písnička skupiny Nová Růže (Giordano Bruno) album Nová Růže 1990 (Vilém Čok)
- Písnička od skupiny UDG (je tam zmíněn, protože měl své názory a nepodlehl společnosti, v písni je to proto, že bychom měli být jako on a svých názorů se nevzdávat)
- Písnička od skupiny Avenged Sevenfold (Roman Sky) z alba The Stage

### Jiné
Po Brunovi je pojmenováno:
- kráter na Měsíci (Giordano Bruno)
- německá nadace Giordano Bruno Stiftung, která podporuje „evoluční humanizmus“, obzvlášť dílo Karlheinze Deschnera.